# Neil Swaab
Neil Swaab (Detroit, 2 gennaio 1978) è un disegnatore, fumettista, scrittore ed educatore statunitense.
Residente a New York, è autore di fumetti pubblicati negli Stati Uniti, in Germania, Italia e Repubblica Ceca. Il fumetto più celebre è Mr. Wiggles, pubblicato negli Stati Uniti, in Italia ed in Russia. È professore universitario alla Parsons School of Design come illustratore, oltre ad aver insegnato alla Syracuse University ed alla School of Visual Arts.